# Jan Kupecký
Jan Kupecký ou Kupetzki (né en 1667 à Pezinok, Royaume de Hongrie, aujourd'hui en Slovaquie, et mort le 16 juillet 1740 à Nuremberg) est un peintre slovaque.

## Biographie

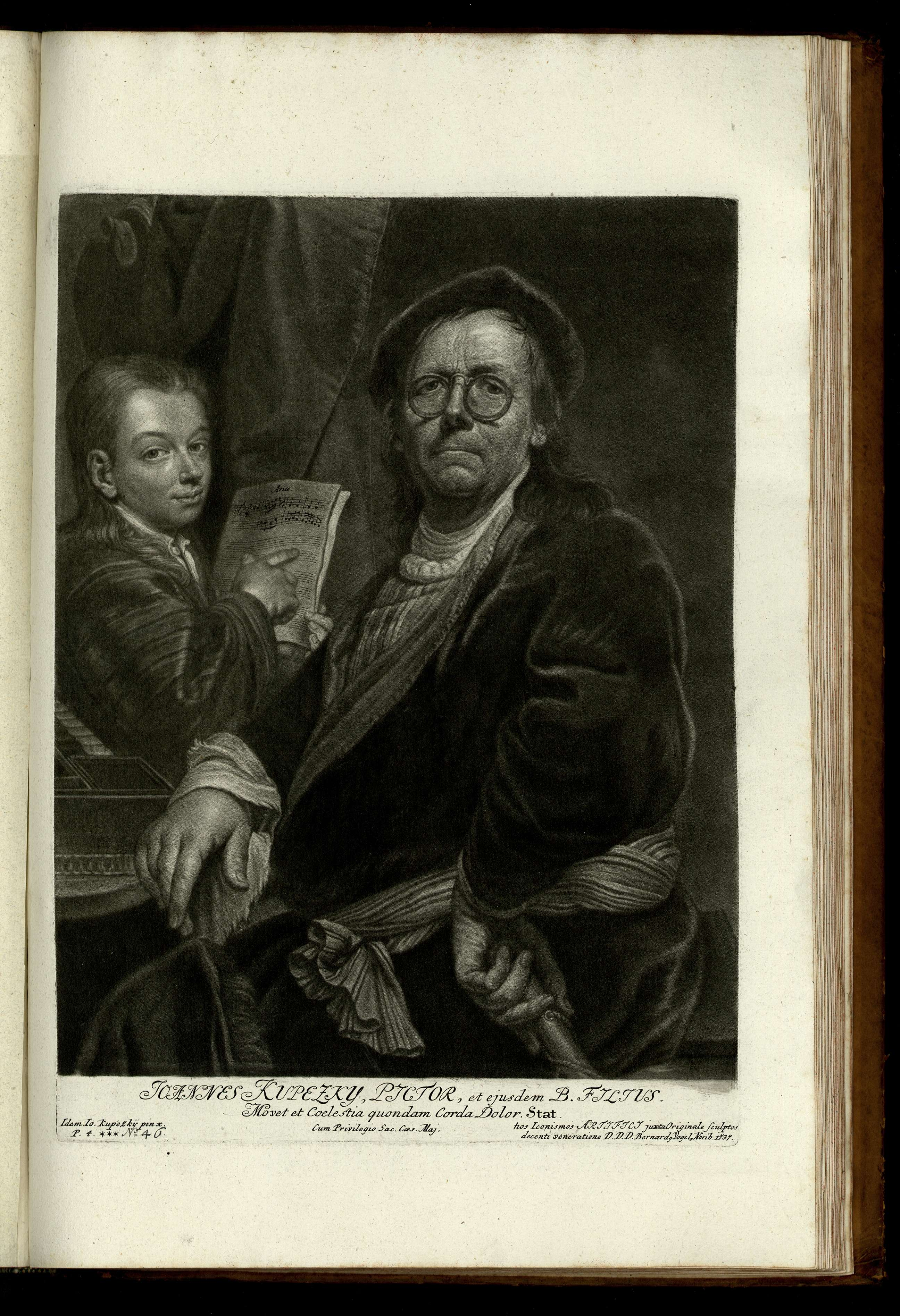
Jan Kupecký et son fils, manière noire de Bernhard Vogel.

Né à Pezinok en Slovaquie, il est fils d'un tisserand. Il abandonne la maison paternelle et, pour recevoir une formation de peintre, se rendre à Rome, où le prince Stanislas Sobieski devine son talent et le tire de l'obscurité. Il réside longtemps à Vienne, où il jouit de la faveur des empereurs Joseph Ier, Charles VI et François Ier.
Il est surtout estimé, en son temps comme aujourd'hui, pour ses talents de portraitiste. Pendant sa carrière, il attire de jeunes talents qu'il conseille. Son influence est attesté sur le peintre allemand Christian Seybold.
Membre de la confession des Frères moraves, une branche du protestantisme issue de Moravie, il intercède personnellement en leur nom auprès de l'empereur d'Autriche afin d'obtenir la permission pour ses coreligionnaires de professer librement leur culte dans ses États. Dans son Autoportrait de 1709 conservé au Palais du Belvédère à Vienne, il se représente avec l'ordre de cette confraternité, l'insigne du soleil entouré de petites languettes, suspendu à sa chaîne pectorale. En 1723, il s'enfuit à Nuremberg par crainte d'être persécuté pour son appartenance.

## Œuvre
Il idéalisait très rarement et peignait les petits défauts sans merci. Quant à lui-même il s'est peint une vingtaine de fois. Il subit l'influence du Caravage et de l'art du portrait français.

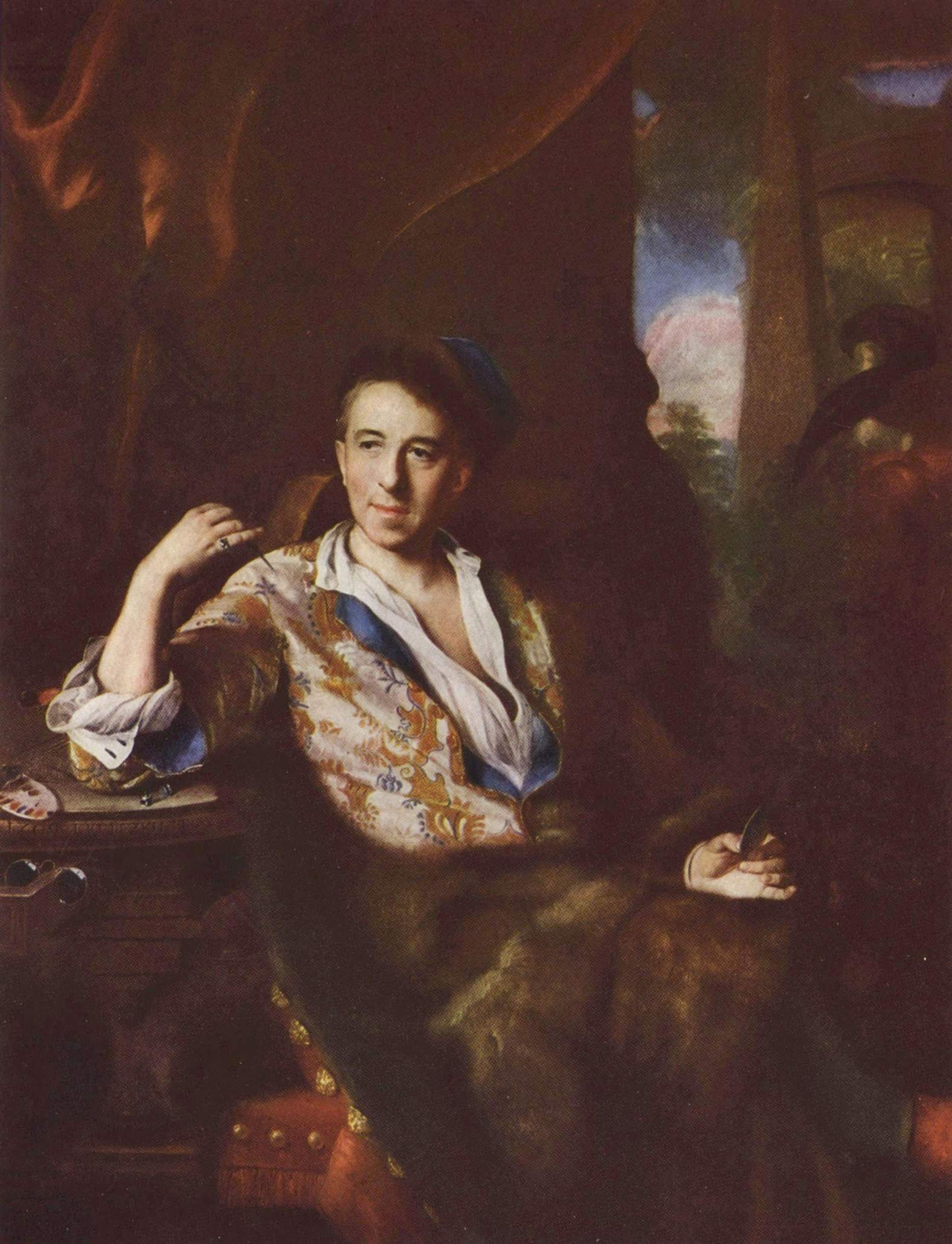
Portrait du miniaturiste K. Bruni (1709), Galerie nationale de Prague.
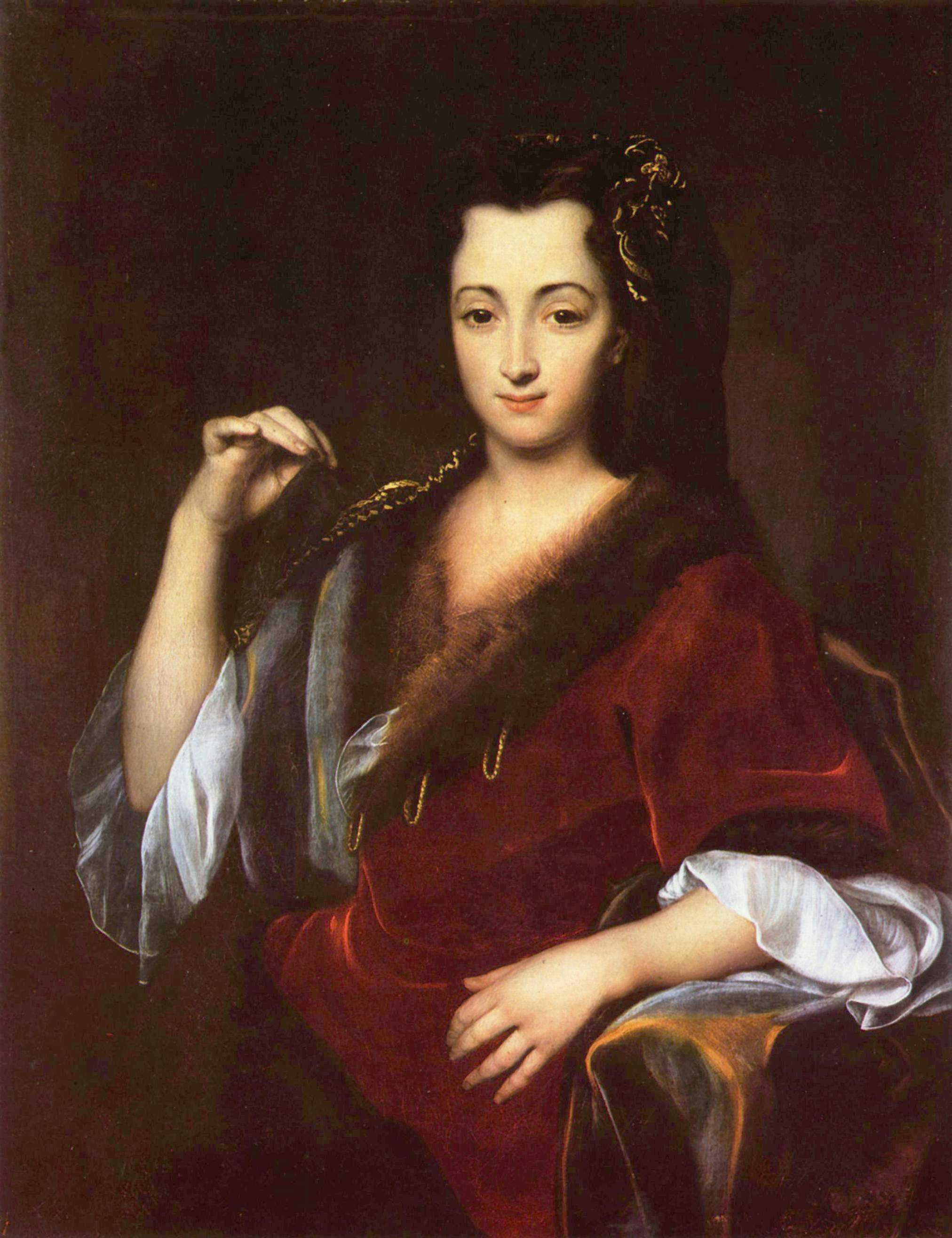
Portrait d'une jeune femme (vers 1710), Musée Herzog Anton Ulrich, Brunswick.
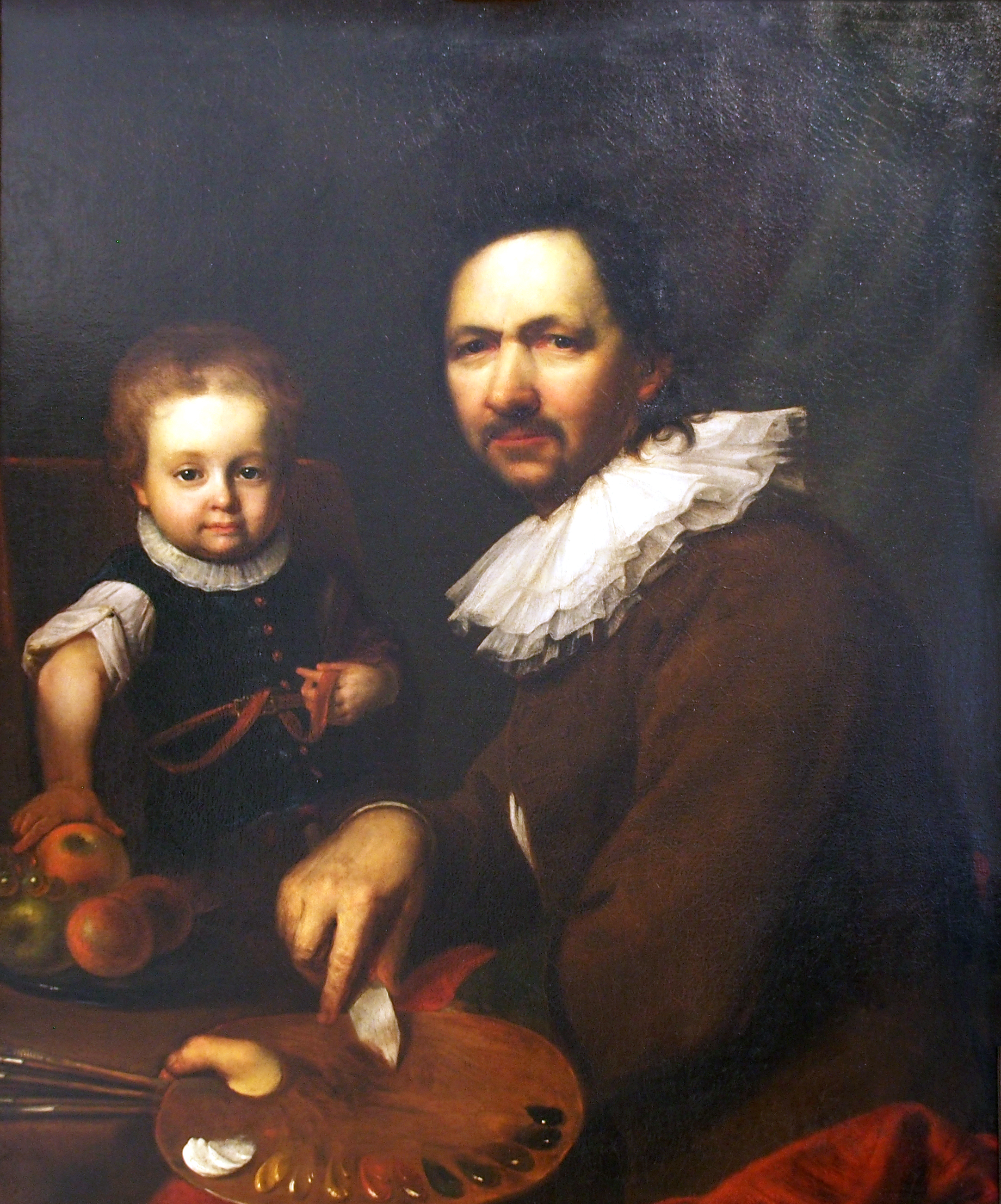
Autoportrait avec la fille de l'artiste (1713), Mainfränkisches Museum, Wurtzbourg.
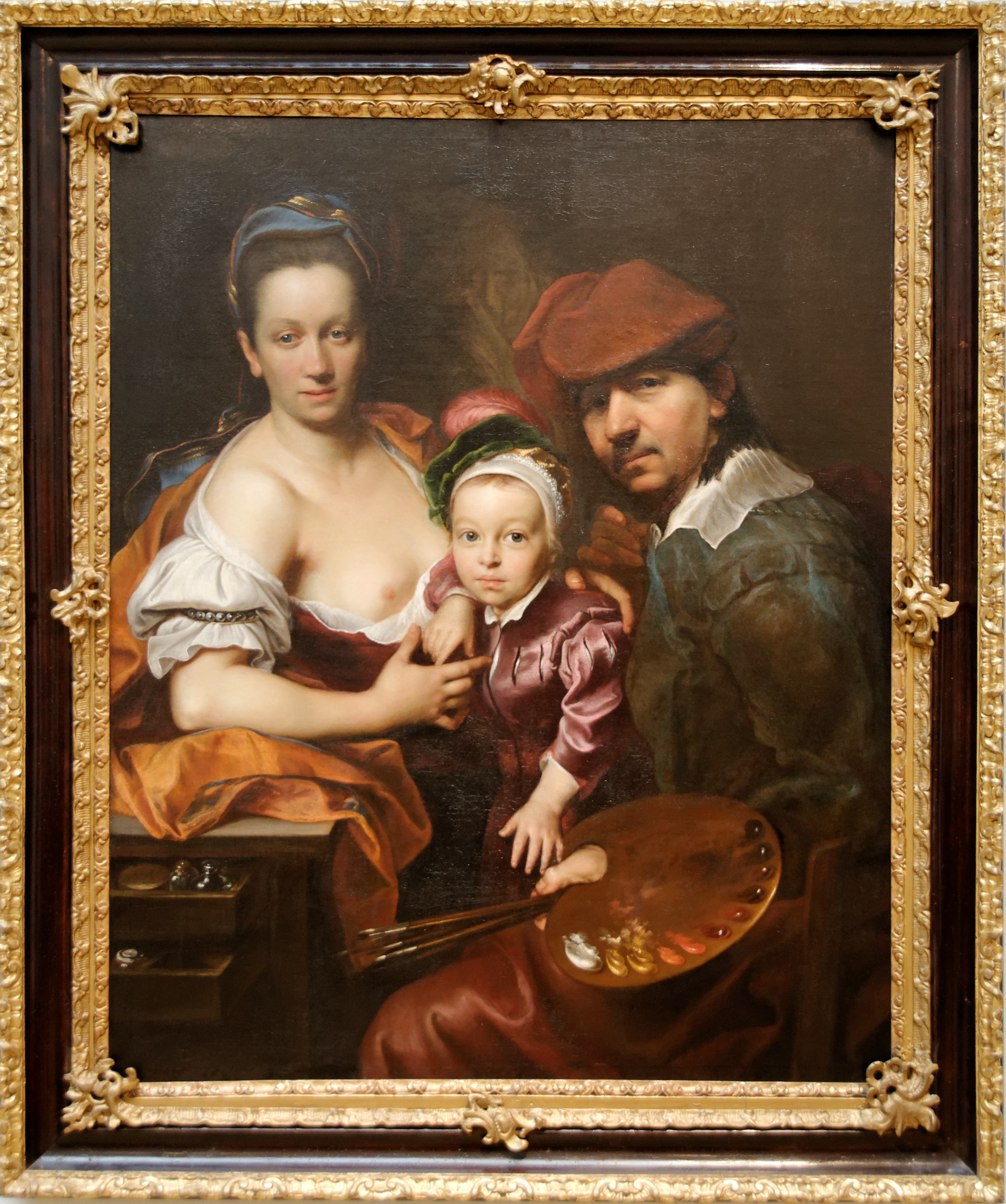
Autoportrait de Jan Kupecký avec sa famille (1718-1719), Musée des beaux-arts de Budapest.
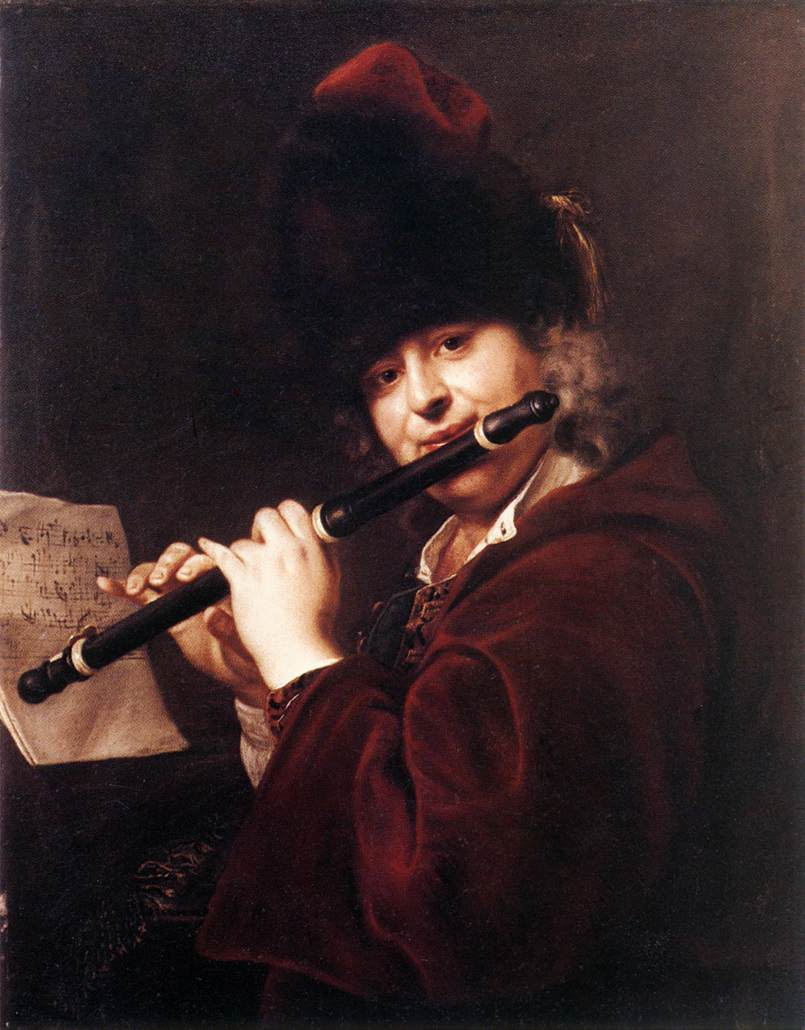
Portrait du musicien de cour Josef Lemberger, (vers 1730) Germanisches Nationalmuseum, Nuremberg.